# 천곡(샘골)
천곡은 경기도 수원군 반월면에 위치했던 마을 (현 안산시 상록구 본오동). 여성 농촌 계몽운동가 최용신선생의 활동지로 유명하다. 최용신선생의 활동 당시 마을 이름은 샘골 이었으나 일제강점기를 지나면서 한자 발음인 천곡으로 바뀌어 불렸다. 현재 공식적인 지명은 '천곡(샘골)'이며 샘골강습소와 샘골교회의 터로 유명하다. 지금은 상록수 공원 안 최용신기념관과 샘골교회가 자리하고 있다. 